# Arizona Condors
Gli Arizona Condors sono stati una società di calcio statunitense, con sede a Mesa, Arizona.

## Storia
Gli Arizona Condors vennero fondati il 19 luglio 1988 ed iscritti alla Western Soccer League. Sotto la guida dell'inglese Adrian Webster, i Condors non riuscirono ad accedere ai playoff per il titolo nella stagione 1989.
Quando l'American Soccer League si fuse nel 1990 con la Western Soccer League ebbe origine l'American Professional Soccer League, una lega calcistica attiva negli Stati Uniti e in Canada dal 1990 al 1994, che in quegli anni è stata de facto il massimo campionato calcistico dei due paesi, ma non ricevette mai il riconoscimento ufficiale da parte della federazione. Nella stagione 1990 non riuscì nuovamente a superare la fase a gironi. 
Al termine dell'ultimo campionato i Condors chiusero i battenti.

## Allenatori
- 1989-1990  Adrian Webster